# Foloi-eikenwoud

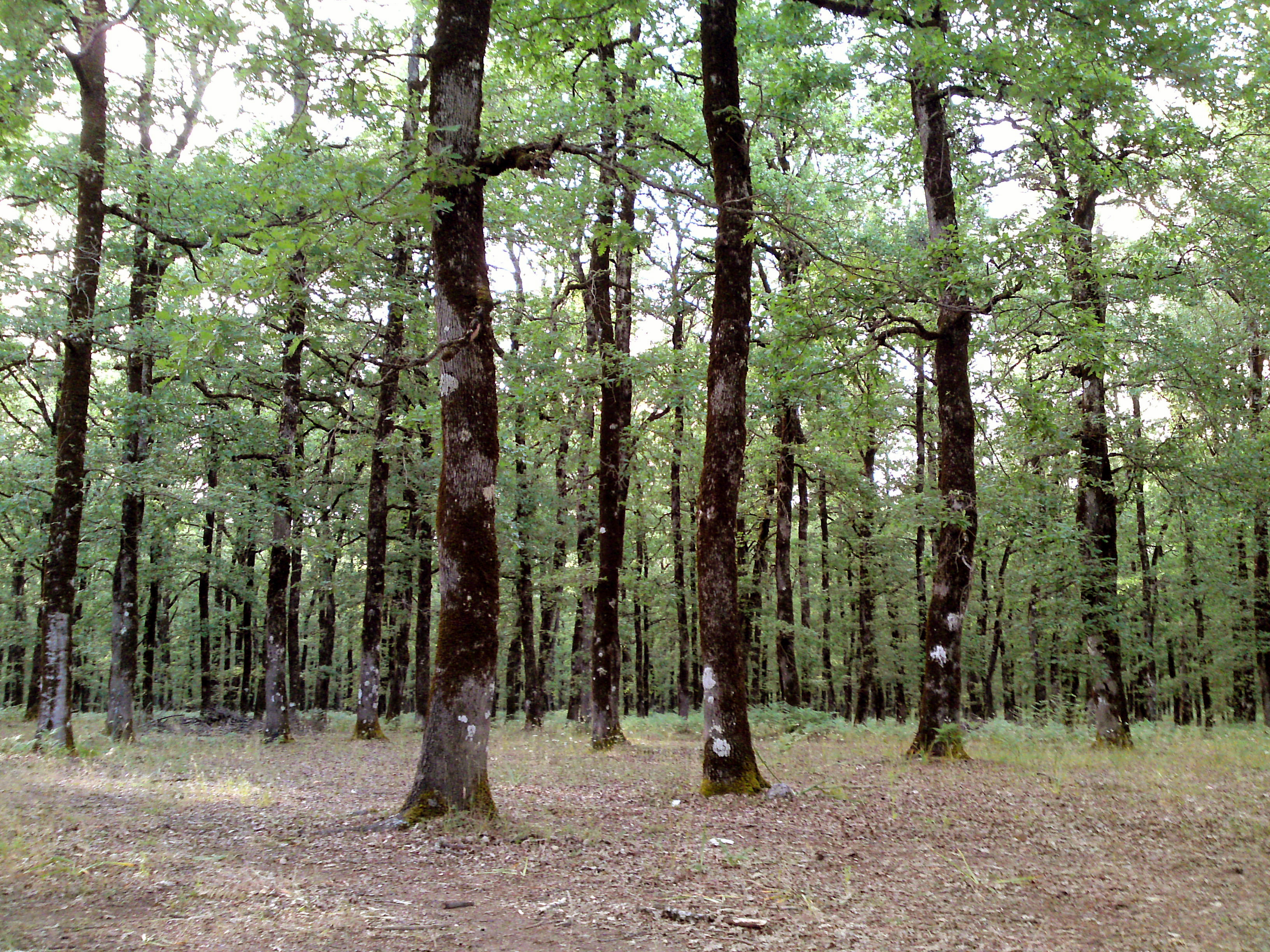
Het Foloi-eikenwoud in de vroege zomer

Het Folóï-eikenwoud (Grieks: Δρυοδάσος Φολόης) is een eikenwoud in het zuidenwesten van Griekenland. Het is gelegen in de gemeente Foloi, Elis in het westelijke gedeelte van het Peloponnesische schiereiland. Het Folóï-eikenwoud is op een hoogte van 688m gelegen, op het plateau van de Folóïberg. Het is een uniek ecosysteem op het Balkanschiereiland. Het omvat een gebied van 40km² dat bijna volledig gevuld is met bladverliezende eiken. Hierdoor wordt een dichtbebost gebied gevormd.

## Mythologie
Het Pholóē-eikenwoud was gekend bij de oude Grieken omdat het dicht gelegen was bij velen van hun nederzettingen in de regio Elis. De mysterieuze schoonheid van het woud inspireerde hen om te geloven dat het een habitat was van centaurs en feeën. Ze gaven het woud de naam Pholóē (Grieks: Φολόη, moderne Griekse uitspraak: Folóï) en de commandant van de centaurs de naam Phólos (Grieks: Φόλος). De feeën van het woud waren de Dryaden (Grieks: Δρυάδες), letterlijk vertaald "woudfeeën".

## Flora
De breedbladige eik, Quercus frainetto (ook wel Hongaarse eik) is de meest voorkomende soort in het woud, de soort staat in het grootste deel van het gebied. De bomen zijn 15 à 20 m lang en kunnen 200 jaar oud worden. De Quercus pubescens (donzige eik) en de altijdgroene Quercus ilex (steeneik) komen hier ook voor, maar met minder. Naast eiken komen varens en affodils ook voor, gebruikelijk groeien ze in de ruimte tussen de boomstammen.

## Fauna
De eikels zorgen voor een overvloedige bron van voeding voor dieren als hazen, eekhoorns en egels die in een aanzienlijk aantal voorkomen. Het ecosysteem van het woud is een voedselketen waar ook dassen, boommarters, vossen, haviken, schildpadden, wezels, uilen, alauda, jakhalzen, eksters, adders, rattenslangen en nog anderen in voorkomen.

## Beschermingsstatus
Het Folóï-eikenwoud heeft de status van beschermd gebied toegewezen gekregen door het Natura 2000 ecologische network van de Europese Unie.

## Dichtbijzijnde plekken
- Het oude Olympia

## Galerij

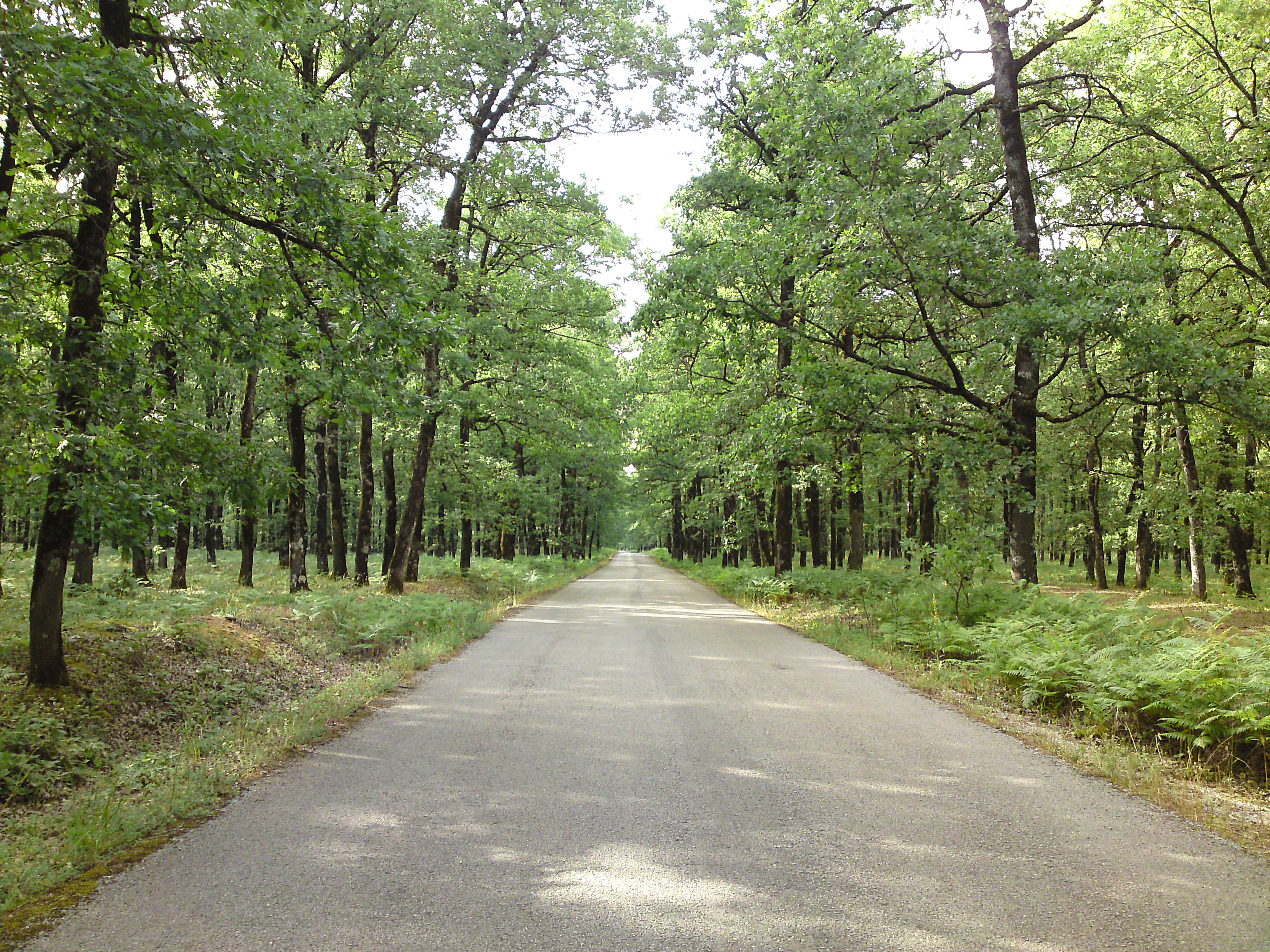
Op de weg in het woud.
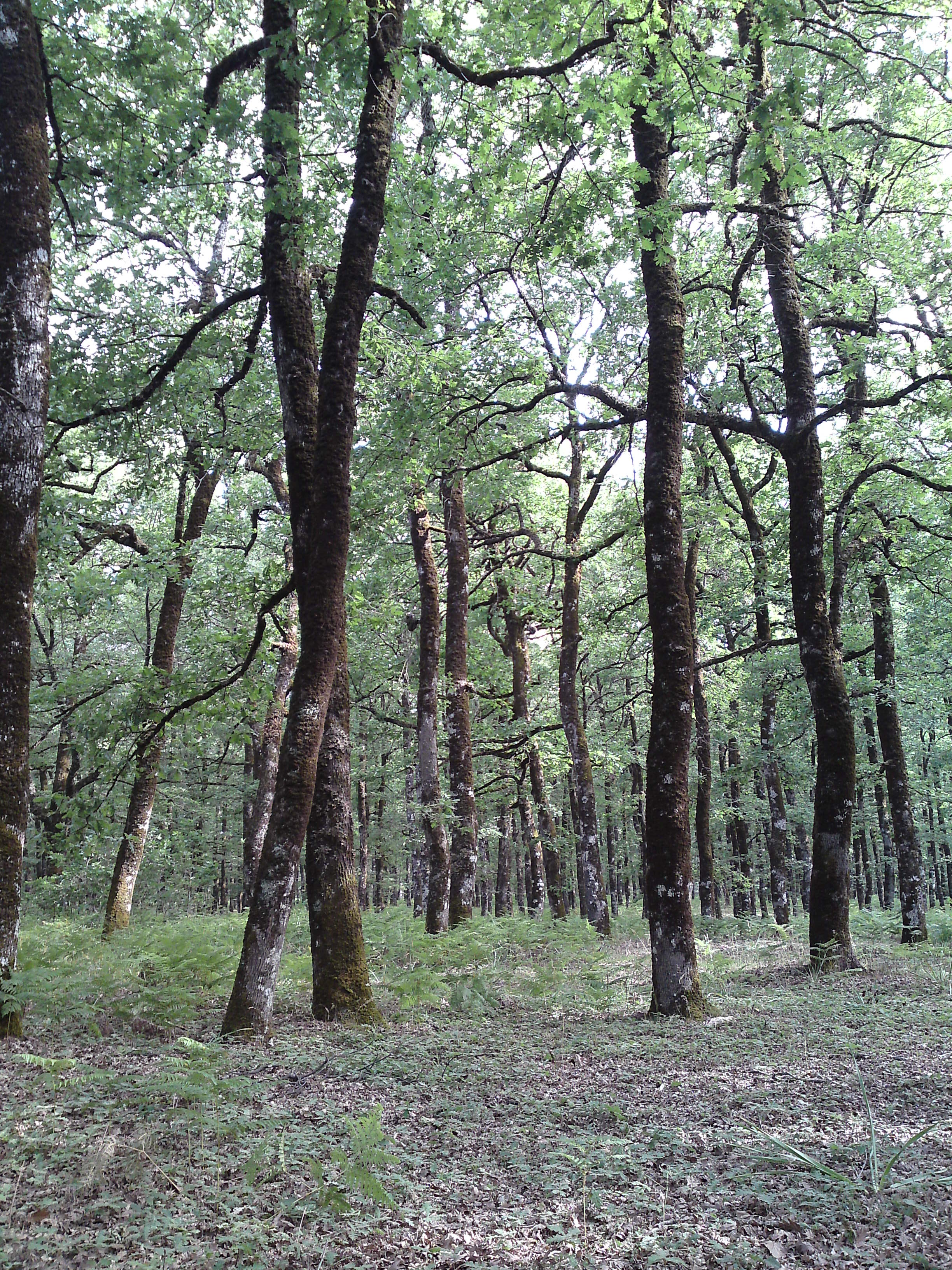
De eiken vormen een dichtbebost gebied
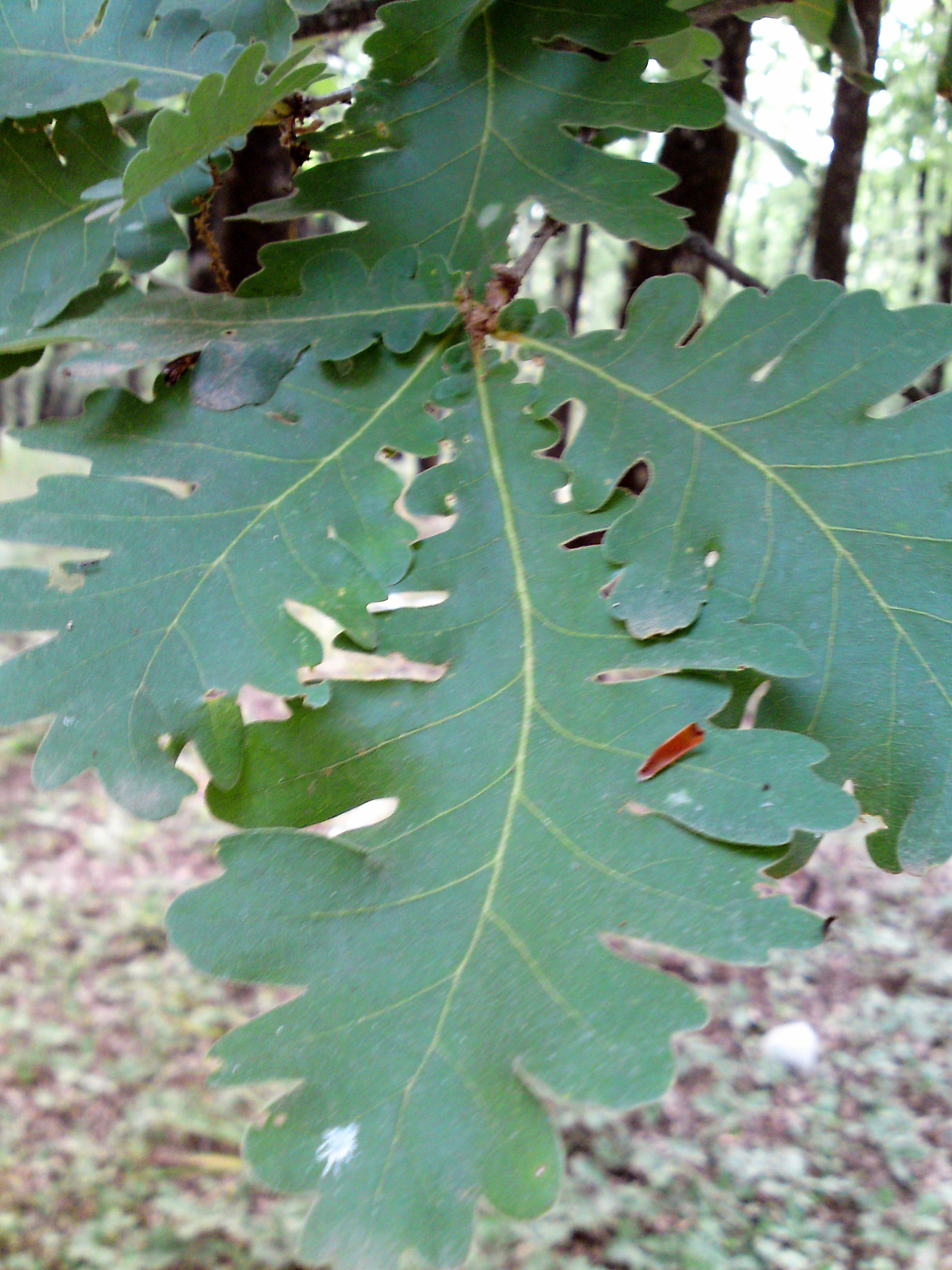
Bladeren van de Quercus frainetto (Hongaarse eik)